# 100 lat undergroundu
100 lat undergroundu – trzeci, zarazem ostatni album studyjny polskiego zespołu Kury nagrany z Anthonym „DJ-em Scissorkicksem” Chapmanem wydany nakładem Biodro Records w 2001 roku.

## O albumie
Roboczy tytuł albumu brzmiał Garść Kolejnych, Smutnych Refleksji na temat Kas Chorych, Podatków, ZUS-u i Rodzimej Telefonii.
Materiał znajdujący się na płycie został nagrany w studiu Tuba we Wrocławiu w listopadzie 1999 roku po koncercie Kur w klubie Radio Kolor; resztę zarejestrowano półtora roku później w bydgoskim studiu PiK. W utworach użyto ścieżek instrumentów perkusyjnych nagranych przez Jacka Oltera przed jego samobójczą śmiercią w 2001 roku; te same nagrania posłużyły artystom biorącym udział w pośmiertnym hołdzie dla perkusisty, Jacek Olter.
Album promował teledysk do utworu „Telekomunikacja”. W 2008 ukazała się reedycja albumu.

## Lista utworów
źródło:
1. „Telekomunikacja” – 3:40
2. „2001” – 3:44
3. „Trujmiasto” – 3:17
4. „Wypuśćcie Ryśka Matuszewskiego” – 3:18
5. „Biegnij, Szczurze” – 4:00
6. „Szczura Ż.P.” – 1:59
7. „Och, Tato!...” – 4:43
8. „Ponoć Kazik” – 1:53
9. „Wypierz Mi Bieliznę” – 3:03
10. „Fin de Siecle” – 5:02
11. „Olter” – 6:25
12. „Rok 101 (Pieśń Antkowa)” – 3:22

## Twórcy
Opracowano na podstawie materiału źródłowego.
- Ryszard „Tymon” Tymański – wokal, gitara basowa, instrumenty klawiszowe, gitara, sampler, produkcja
- Piotr Pawlak – gitara, sampler
- Jacek Olter – perkusja
- Jacek Stromski – perkusja
- Anthony „DJ Scissorkicks” Chapman – sampler, skrecze, wokal wspierający
- Andrzej Maroszek – produkcja
- Jacek Podworski – produkcja